# Шумляев, Сергей Александрович
Сергей Александрович Шумляев (род. 21 января 1949 года в городе Череповце Вологодской области — 08 октября 1999) — советский и российский военачальник, генерал-майор.

## Биография
В 1968 году поступил, а в 1971 году окончил Череповецкое высшее военное командное училище связи, в 1979 году — командный факультетВоенной академии связи..

Прошел путь от командира взвода радиостанций, командира роты радио до звания генерала.
  
С. А. Шумляев служил в группе советских войск в Германии в должности начальника центра подвижных ретрансляционных радиостанций, командиром батальона отдельного учебного полка связи, начальником полевого узла связи, заместителем командира, а затем и командиром 118-й бригады связи. 

С октября 1989 по 1998 гг, до своего последнего дня Сергей Александрович возглавлял Кемеровское высшее военное командное училище связи (КВВКУС).

Убит киллером пятью выстрелами..Убийца осужден, заказчик не найден.

В Кузбассе проводятся турниры памяти генерала-майора Шумляева С.А. по рукопашному бою.